# Geastrum affinis
Geastrum affinis är en svampart som beskrevs av Colenso 1884. Geastrum affinis ingår i släktet jordstjärnor och familjen jordstjärnor.   Inga underarter finns listade i Catalogue of Life.